# Palacio Carrasco
El Palacio Carrasco es un edificio patrimonial ubicado en Avenida Libertad 250, entre las calles 3 y 4 Norte, en la ciudad de Viña del Mar, Región de Valparaíso, Chile. Construido para ser residencia del empresario Emilio Carrasco entre los años 1912 y 1923, alberga desde el año 1977 el Centro Cultural de Viña del Mar, la Biblioteca Municipal Benjamín Vicuña Mackenna y el Archivo Histórico comunal. Es sede también del Área de Desarrollo Turístico y Económico de la Ciudad Jardín.
En conjunto con su parque circundante y la obra de Auguste Rodin, La Defensa, ubicada en su frontis, fue declarado Monumento Nacional de Chile, en la categoría de Monumento Histórico, mediante el Decreto Supremo n.º 791, del 8 de agosto de 1986.

## Historia
En 1903 Emilio Carrasco, un importante empresario salitrero, compró un terreno en avenida Libertad, entre 3 y 4 Norte, para la construcción de su residencia, cuya construcción se inició en el año 1912, cuando Carrasco le encargó al arquitecto francés asentado en Valparaíso, Alfredo Azancot, los proyectos y la construcción de su residencia.
El empresario murió en 1923 y no pudo ver la obra terminada, que concluyó a fines de ese mismo año. En 1924 los herederos de Carrasco vendieron la propiedad a varios empresarios de la ciudad.
El 31 de diciembre de 1930, el alcalde de Viña del Mar Manuel Ossa compró el inmueble a nombre de la Municipalidad, para que se convirtiera en el Palacio Consistorial de la comuna, función que cumplió el edificio hasta 1971, cuando la Municipalidad cambió su sede.
El Palacio Carrasco fue dañado gravemente en los terremotos de 1965 y de 1971, por lo que se planteó la posibilidad de demoler el edificio. Sin embargo, bajo la administración del alcalde Raúl Herrera, se llegó a la determinación de restaurar la edificación, lo cual finalizó en 1977, cuando se inauguró en el interior el Centro Cultural de Viña del Mar, la Biblioteca Municipal Benjamín Vicuña Mackenna, el Archivo Histórico y el Museo Fonck, que luego del terremoto de 1985 cambió de sede a un nuevo edificio ubicado en la parte trasera del palacio.
Con el terremoto de 1985, el edificio sufrió graves daños en su frontis y paredes del primer piso, lo que provocó el desplome de su terraza frontal. El edificio volvió a sufrir daños con el terremoto del 27 de febrero de 2010, estando cerrado al público mientras se encuentra pendiente un nuevo proceso de restauración.

## La Defensa

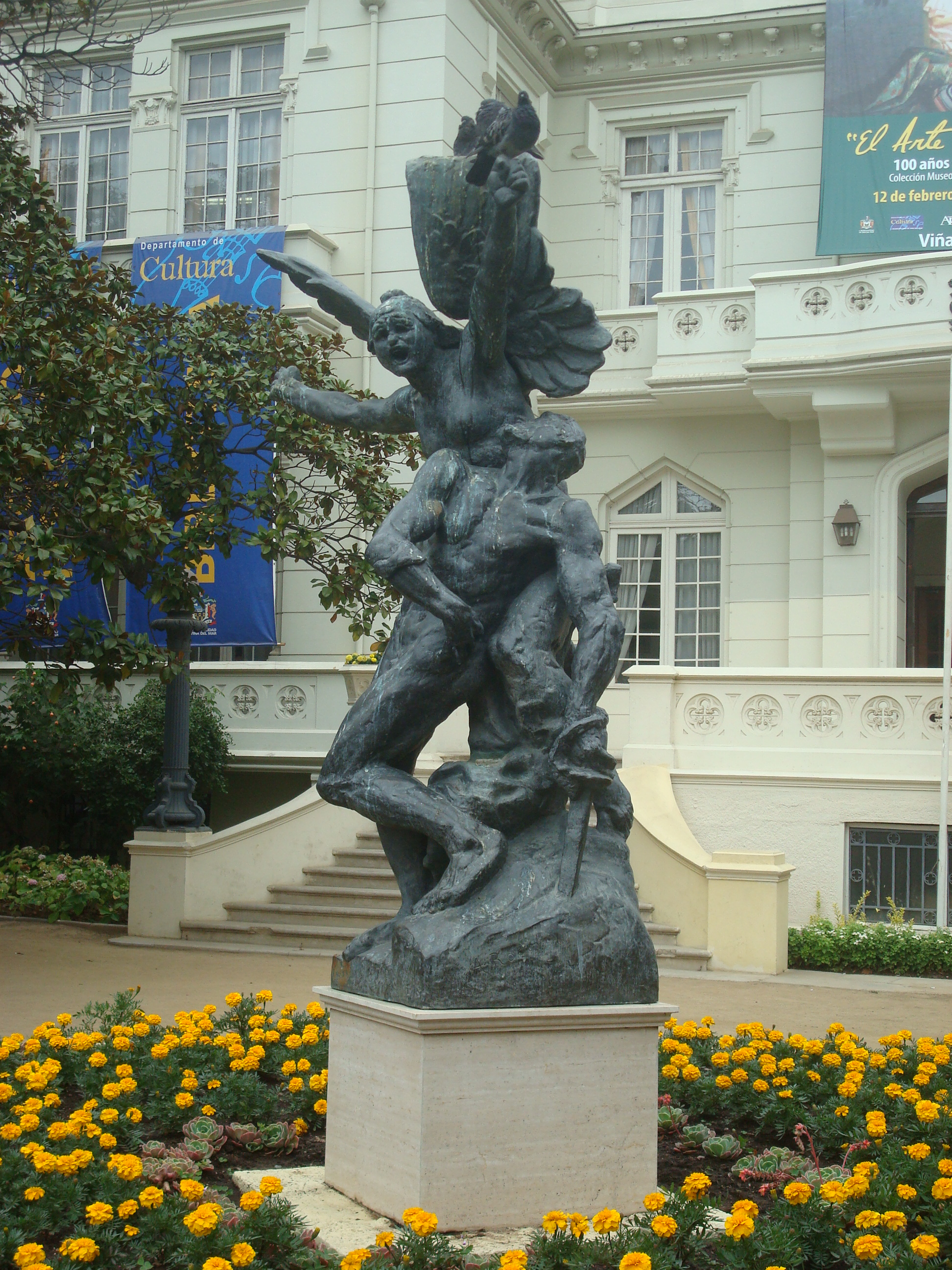
La Defensa, de Auguste Rodin.

En el frontis del palacio se encuentra el grupo escultórico La Defensa, realizado en bronce por el escultor francés Auguste Rodin en 1878.
Fue traído desde Francia por gestión del alcalde Gustavo Lorca, y fue instalado en las afueras del Sanatorio Marítimo hasta septiembre de 1977, cuando fue llevado al frontis del Palacio Carrasco, reemplazando la antigua Plaza de la Bandera, que se encontraba en el lugar cuando el edificio fue sede de la Municipalidad de Viña del Mar.